# МПП-0,75 «Костромич»
МПП-0,75 «Костромич» — советский гусеничный экскаватор.
Экскаватор предназначен для производства работ в легких и средних грунтах.
Выпускался с 1932 г. на заводе «Красный металлист» в г. Костроме. Данные машины относятся к одним из первых отечественных моделей экскаваторов малой мощности.
Экскаватор имеет гусеничный ход рамного типа. В качестве силовой установки на экскаваторе служат паровые машины: главная, поворотная и напорная мощностью 50, 25 и 25 л.с. соответственно, все паровые машины реверсивного действия. Тяговое усилие к рабочим органам передаётся посредством тросов. Проектная производительность — до 70 м³/час, с ковшом емкостью 0,75 м³; вес экскаваторов: 37,60 т. В качестве силовой установки использован паровой двигатель, скорости передвижения 1 км/ч .